# シリル・ディアバテ
シリル・ディアバテ（Cyrille Diabaté、1973年10月6日 - ）は、フランスの男性総合格闘家、キックボクサー。イヴリーヌ県ラ・セル＝サン＝クルー出身。スネーク・チーム所属。士道館空手黒帯。
長身と細長い手足から「ザ・スネーク」の異名を持つ。

## 来歴
2001年11月20日、日本デビュー戦となったシュートボクシング「BE A CHAMP 4th STAGE」で伊賀弘治と対戦し、3度のダウンを奪いTKO勝ちを収めた。2002年3月31日、シュートボクシング「The age of S Vol.2」でローカス・スタンブラスカスと対戦予定であったが、欠場となった。
2006年9月10日、PRIDE 無差別級グランプリ 2006 決勝戦のワンマッチでマウリシオ・ショーグンと対戦。スタンドでは長いリーチでショーグンに有効打を許さなかったが、不慣れなグラウンドでの踏みつけによりTKO負けを喫した。
2007年4月21日、Cage Rage 21ではライアン・ロビンソンに腕ひしぎ十字固めで一本勝ち。
2009年、アメリカ合衆国のリアリティ番組「The Ultimate Fighter: United States vs. United Kingdom」で、チーム・アメリカのアシスタント・コーチ（打撃コーチ）を務めた。

### UFC
2010年5月29日、UFC初参戦となったUFC 114でルイス・カーニと対戦し、パウンドによるTKO勝ちを収めた。10月16日、UFC 120でアレクサンダー・グスタフソンと対戦し、チョークスリーパーで一本負けを喫した。
2014年3月8日、引退試合となったUFC Fight Night: Gustafsson vs. Manuwaでイリル・ラティフィと対戦し、ニンジャチョークで一本負けを喫した。

## 人物
- 日本ではリングス、DEEP等に参戦し、その際は本名をそのままリングネームにしていたが、PRIDE参戦時にはニックネームの「ザ・スネーク」に変更した。

## 戦績

### 総合格闘技
| 総合格闘技 戦績 | 総合格闘技 戦績 | 総合格闘技 戦績 | 総合格闘技 戦績 | 総合格闘技 戦績 | 総合格闘技 戦績 | 総合格闘技 戦績 |
| --------------- | --------------- | --------------- | --------------- | --------------- | --------------- | --------------- |
| 30 試合         | (T)KO           | 一本            | 判定            | その他          | 引き分け        | 無効試合        |
| 19 勝           | 8               | 6               | 5               | 0               | 1               | 0               |
| 10 敗           | 2               | 5               | 3               | 0               | 1               | 0               |

| 勝敗 | 対戦相手                     | 試合結果                         | 大会名                                                             | 開催年月日     |
| ×    | イリル・ラティフィ           | 1R 3:02 ニンジャチョーク         | UFC Fight Night: Gustafsson vs. Manuwa                             | 2014年3月8日   |
| ×    | ジミ・マヌワ                 | 1R終了時 TKO（棄権）             | UFC on Fuel TV 7: Barao vs. McDonald                               | 2013年2月16日  |
| ○    | チャド・グリッグス           | 1R 2:44 リアネイキドチョーク     | UFC 154: St-Pierre vs. Condit                                      | 2012年11月17日 |
| ○    | トム・デブラス               | 5分3R終了 判定2-0                | UFC on Fuel TV 2: Gustafsson vs. Silva                             | 2012年4月15日  |
| ×    | アンソニー・ペロシュ         | 2R 3:09 リアネイキドチョーク     | UFC 138: Leben vs. Munoz                                           | 2011年11月5日  |
| ○    | スティーブ・キャントウェル   | 5分3R終了 判定3-0                | UFC Live: Sanchez vs. Kampmann                                     | 2011年3月3日   |
| ×    | アレクサンダー・グスタフソン | 2R 2:41 チョークスリーパー       | UFC 120: Bisping vs. Akiyama                                       | 2010年10月16日 |
| ○    | ルイス・カーニ               | 1R 2:13 TKO（右フック→パウンド） | UFC 114: Rampage vs. Evans                                         | 2010年5月29日  |
| ○    | ロブ・スミス                 | 1R 1:47 チョークスリーパー       | TPF 2: Brawl in the Hall                                           | 2009年12月3日  |
| ○    | マーカス・ヒックス           | 1R 1:29 腕ひしぎ十字固め         | Aggression MMA 1: First Blood                                      | 2009年10月24日 |
| ○    | ロデューン・シンケイド       | 2R 1:15 TKO（ドクターストップ）  | PFC 12: High Stakes                                                | 2009年1月22日  |
| ○    | ジェイミー・フレッチャー     | 5分3R終了 判定3-0                | ShoXC: Hamman vs. Suganuma 2                                       | 2008年8月15日  |
| ○    | ライアン・ロビンソン         | 1R 1:15 腕ひしぎ十字固め         | Cage Rage 21: Judgement Day                                        | 2007年4月21日  |
| ×    | マウリシオ・ショーグン       | 1R 5:29 TKO（踏みつけ）          | PRIDE 無差別級グランプリ 2006 決勝戦                               | 2006年9月10日  |
| ○    | 滑川康仁                     | 2R 1:50 TKO（パンチ）            | REALRHYTHM 4th STAGE                                               | 2006年7月30日  |
| ○    | 滑川康仁                     | 2R 2:22 KO（パウンド）           | DEEP 24 IMPACT                                                     | 2006年4月11日  |
| ○    | 大場貴弘                     | 2R 3:47 チョークスリーパー       | REALRHYTHM 3rd STAGE                                               | 2006年3月4日   |
| ○    | ナ・ムジン                   | 1R 1:28 KO                       | REALRHYTHM 2nd STAGE                                               | 2005年11月19日 |
| ×    | ファビオ・ピエモンテ         | 1R 2:09 肩固め                   | Cage Rage 12: The Real Deal                                        | 2005年7月2日   |
| ×    | レナート・ババル             | 1R 3:38 フロントチョーク         | Cage Rage 9: No Mercy                                              | 2004年11月27日 |
| ×    | アルマン・ガンバリャン       | 5分3R終了 判定0-3                | M-1 MFC: Middleweight GP                                           | 2004年10月9日  |
| ×    | ロドニー・ファベイラス       | 3分2R終了 判定0-3                | 2 Hot 2 Handle                                                     | 2004年2月22日  |
| ○    | ジェームス・ジキック         | 5分3R終了 判定3-0                | Extreme Force 1: Genesis 【Extreme Forceライトヘビー級王座決定戦】 | 2003年7月13日  |
| ○    | デイブ・ベイダー             | 1R 3:40 三角絞め                 | 2H2H 6: Simply the Best 6                                          | 2003年3月16日  |
| ○    | ボブ・シュライバー           | 3分2R終了 判定                   | 2H2H 5: Simply the Best 5                                          | 2002年10月13日 |
| ○    | マット・フライ               | 1R TKO（パンチ）                 | Cage Wars 2                                                        | 2002年5月15日  |
| ×    | ジョシュ・デンプシー         | 2R終了 判定                      | Cage Wars 1                                                        | 2002年2月23日  |
| △    | ロドニー・ファベイラス       | 5分2R終了 ドロー                 | Rings Holland: No Guts, No Glory                                   | 2001年6月10日  |
| ○    | アンドレ・ジャスケビキウス   | KO                               | Golden Trophy 2000                                                 | 2000年3月18日  |
| ○    | 桜井隆多                     | 2R 1:41 TKO                      | Golden Trophy 1999                                                 | 1999年3月20日  |

### キックボクシング
| 勝敗 | 対戦相手                     | 試合結果                             | 大会名                            | 開催年月日     |
| ×    | アレキサンダー・ピチュクノフ | 4R終了 判定                          | 一撃 3.19 ICHIGEKI（パリ）        | 2005年3月19日  |
| ×    | アレクセイ・イグナショフ     | 5R終了 判定                          | It's Showtime                     | 2004年4月11日  |
| ×    | ピーター・マエストロビッチ   | 3R終了 判定0-3                       | K-1 SPAIN 2003 【準決勝】         | 2003年12月20日 |
| ○    | ダミアン・ガルシア           | 1R 1:21 TKO                          | K-1 SPAIN 2003 【1回戦】          | 2003年12月20日 |
| ○    | リー・ハスデル               | 4R 2:18 KO                           | SHOOT BOXING The age of "S" vol.1 | 2002年2月1日   |
| ○    | 伊賀弘治                     | 1R 2:11 TKO（3ノックダウン：膝蹴り） | SHOOT BOXING BE A CHAMP 4th STAGE | 2001年11月20日 |

## 獲得タイトル
- Extreme Forceライトヘビー級王座（2003年）